# Бірґюл Садікоглу
Бірґюл Садікоглу (тур. Birgül Sadıkoğlu; нар. 23 березня 2000, Ескішехір, Туреччина) — турецька футболістка, півзахисниця національної збірної Туреччини.
Навчалася у професійно-технічній та вищій промисловій школі в Ескішехірі.

## Клубна кар'єра
Виступала за футбольну команду школи, у якій навчалася. У 2013 році з 5 голами стала найкращою бомбардиркою Турецького міжшкільного кадетського чемпіонату в Кастамону.

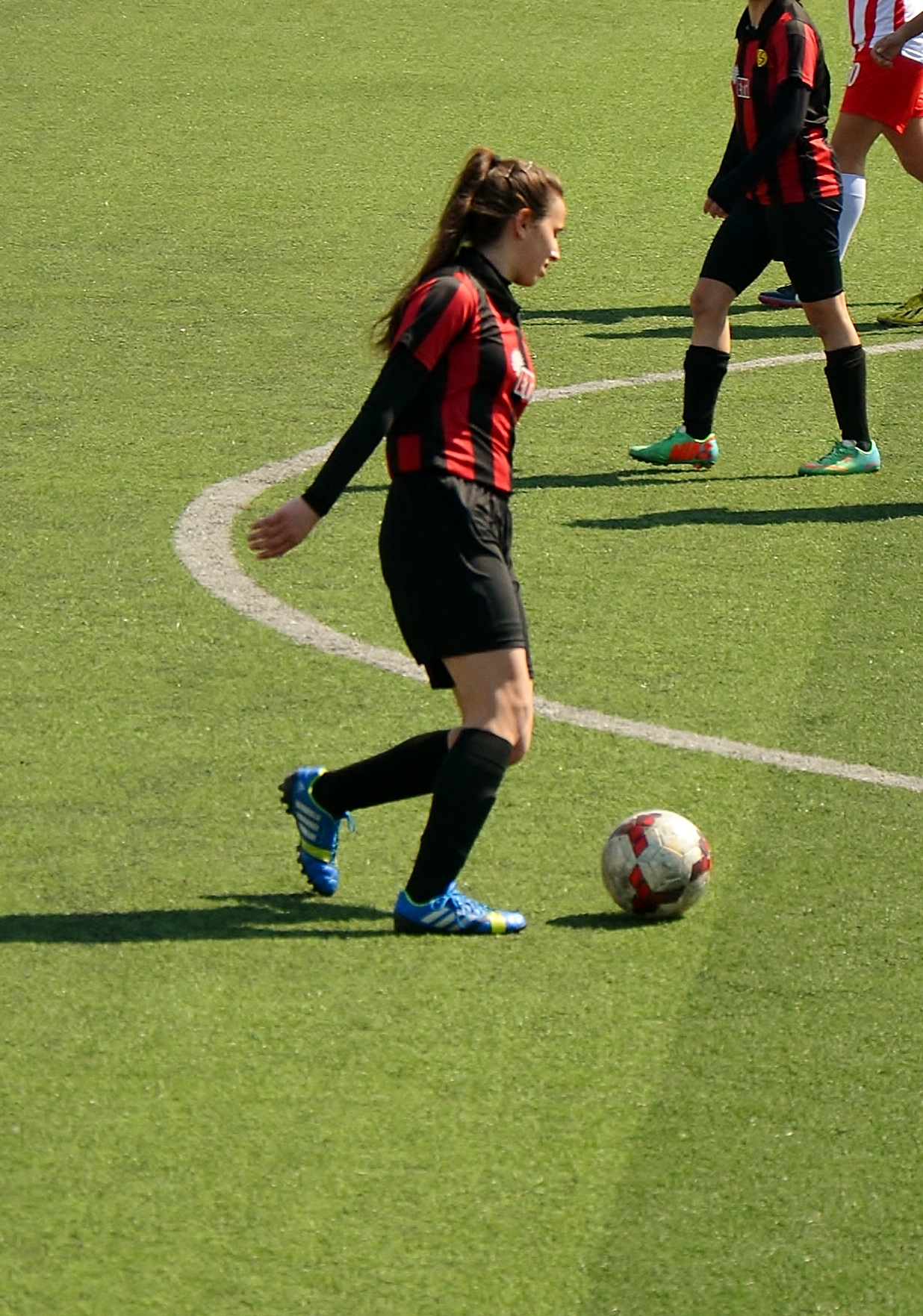
Бірґюл Садікоглу у сезоні 2014/15 років під час виїзного матчу «Ескішехірспора» проти «Аташехір Беледієспор».

Біргюл Садикоглу отримала ліцензію 31 травня 2012 року та приєдналася до «Ескішехірспору» зі свого рідного міста.
Вонеа стала найкращою бомбардиркою Турецького міжшкільного футбольного чемпіонату для дівчат 2013 року в Кастамону, а наступного року повторила своє досягнення на вище вказаному турнірі в Самсуні.
Оскільки «Ескішехірспор» вибув з Першої жіночої ліги, до жовтня 2016 року вона перейшла до клубу «Бозююк ХЕГС» з Третьої ліги Туреччини. Наступного сезону вона перейшла до «Ескішехір Онсю», який також грав у Третій лізі. Після трьох сезонів у третій лізі, напередодні старту сезону 2019/20 років підписала контракт з ізмірським клубом «Конак Беледієспор».
23 лютого 2021 року підписала контракт із представником Вищої ліги України «Житлобуд-1». У футболці харківського клубу дебютувала 19 березня 2021 року в переможному (6:0) домашньому поєдинку 1-го туру другого етапу Вищої ліги України проти львівських «Карпат». Бірґюл вийшла на поле на 60-й хвилині, замінивши Юлію Шевчук. Дебютним голом за «Житлобуд-1» відзначилася 3 травня 2021 року на 76-й хвилині переможного (7:0) виїзного поєдинку 6-го туру Вищої ліги України проти львівських «Карпат». Садікоглу вийшла на поле на 68-й хвилині, замінивши Ольгу Овдійчук.

## Кар'єра в збірній

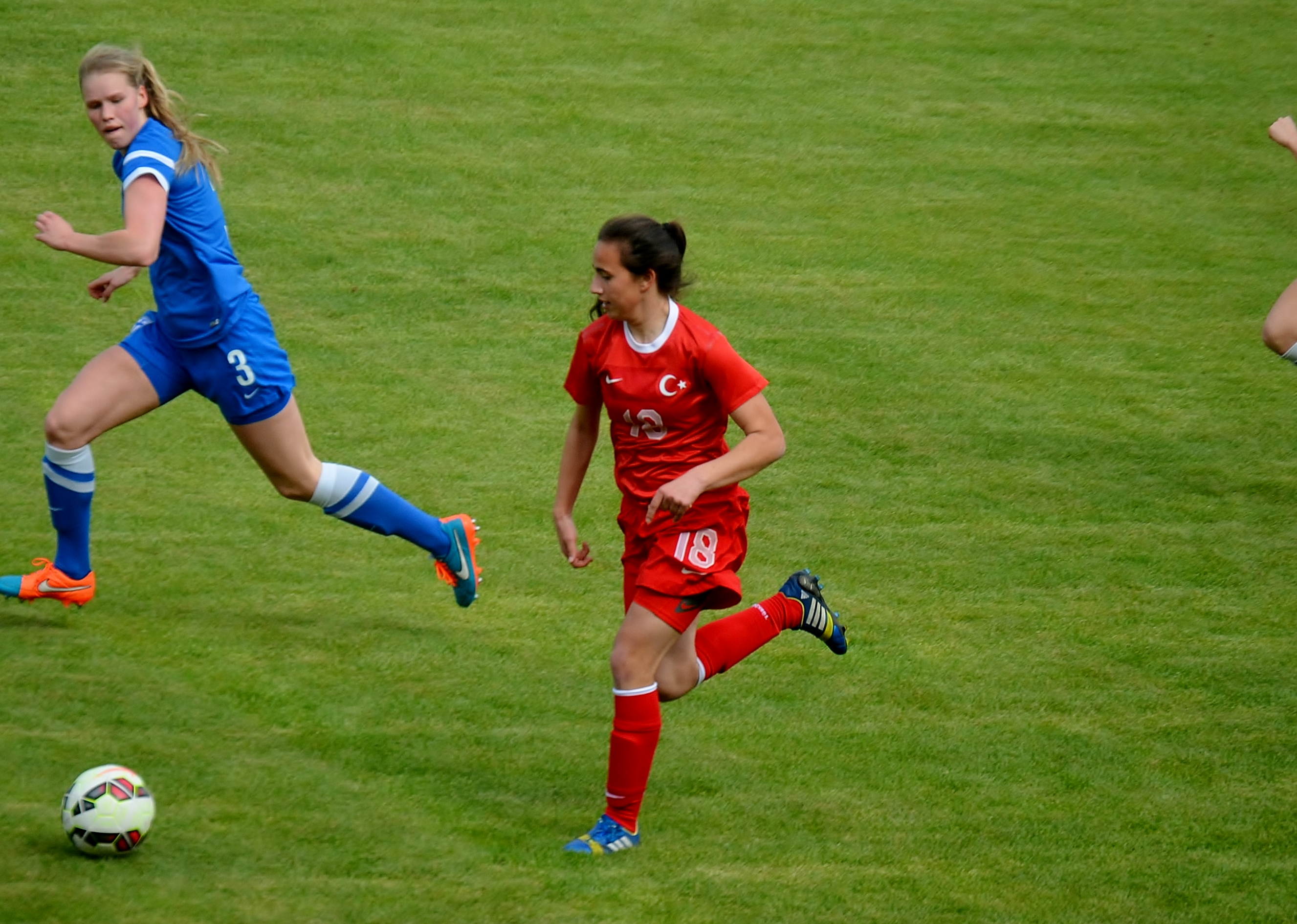
Бірґюл Садікоглу у футболці (червоного кольору) дівочої збірної Туреччини (WU-17) контролює м'яч у поєдинку еліт-раунду кваліфікації дівочого чемпіонату Європи (WU-17) 2015 року проти Фінляндії.

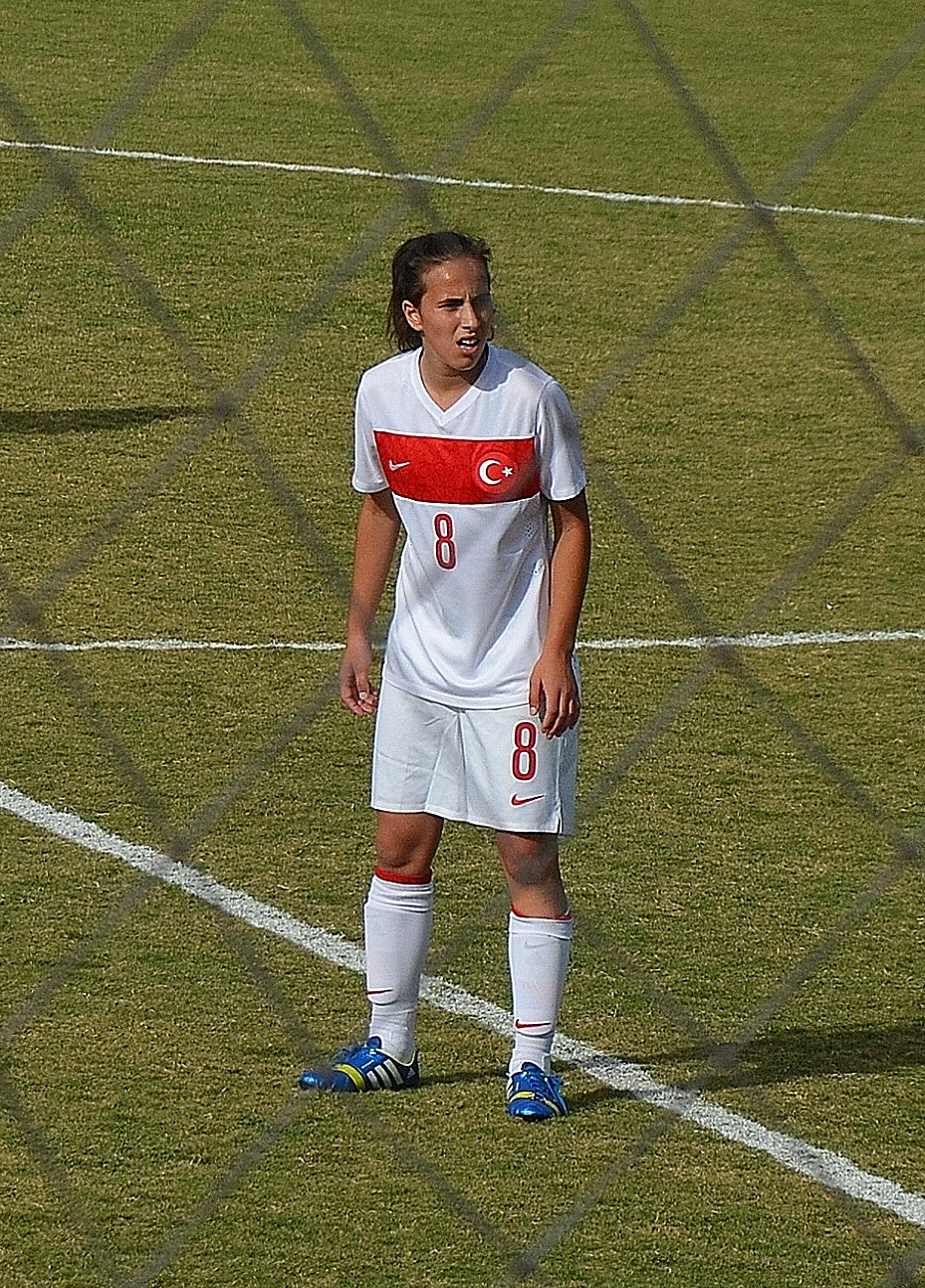
Бірґюл Садікоглу у футболці (червоного кольору) дівочої збірної Туреччини (WU-17) у поєдинку кваліфікації дівочого чемпіонату Європи (WU-17) проти Ірландії.

Викликалася до дівочої збірної Туреччини (WU-15).
У футболці дівочої збірної Туреччини (WU-17) дебютувала в матчі еліт-раунду кваліфікації дівочого чемпіонату Європи (WU-17) 2015 року проти Фінляндії. Зіграла у трьох поєдинках вище вказаного турніру. Відзначилася двома голами в першому матчі в першій групі кваліфікації дівочого чемпіонату Європи (WU-17) проти Андорри. Також виходила на поле в поєдинках 7-ї групи кваліфікаційного раунду чемпіонату Європи (WU-17) 2017 року та Турнірі розвитку УЄФА 2017. Загалом у футболці дівочої збірної Туреччини (WU-17) відзначилася 6 голами в 19 матчах.
З 2017 року викликалася до молодіжної збірної Туреччини (WU-19). Брала участь у матчах еліт-раунду кваліфікації молодіжного жіночого чемпіонату Європи (WU-19) 2017 року, а також у поєдинках другої групи та еліт-раунду кваліфікації молодіжного жіночого чемпіонату Європи (WU-19) 2019 року. Загалом провела 15 матчів, в яких відзначилася 2 голами.
11 листопада 2019 року дебютувала в національній збірній Туреччини.
| Дата                                      | Місце                                                          | Суперник                        | Змагання                                                                    | Результат                       | Гол(и)                          |
| Дівоча збірна Туреччини (WU-17)           | Дівоча збірна Туреччини (WU-17)                                | Дівоча збірна Туреччини (WU-17) | Дівоча збірна Туреччини (WU-17)                                             | Дівоча збірна Туреччини (WU-17) | Дівоча збірна Туреччини (WU-17) |
| ----------------------------------------- | -------------------------------------------------------------- | ------------------------------- | --------------------------------------------------------------------------- | ------------------------------- | ------------------------------- |
| 15.10.2015                                | Спортивний комплекс «Алтінорду Сельчук-Ефес», Ізмір, Туреччина | Андорра                         | Група 1 кваліфікації дівочого чемпіонату Європи (WU-17) 2016                | В 5–0                           | 2                               |
| 04.10.2016                                | Рігас Ханзас відусскола, Рига, Латвія                          | Латвія                          | 7-ма група кваліфікації дівочого чемпіонату Європи (WU-17) 2017             | В 2–1                           | 1                               |
| 01.07.2017                                | Рігас Ханзас відусскола, Рига, Латвія                          | Латвія                          | Кубок розвитку УЄФА                                                         | В 7–0                           | 1                               |
| 02.07.2017                                | Рігас Ханзас відусскола, Рига, Латвія                          | Фарерські острови               | Кубок розвитку УЄФА                                                         | В 4–3                           | 2                               |
| молодіжна жіноча збірна Туреччини (WU-19) |                                                                |                                 |                                                                             |                                 |                                 |
| 06.10.2018                                | Спортивний комплекс Арслан Зекі Демірчі, Анталія, Туреччина    | Кіпр                            | 2-га група кваліфікації молодіжного жіночого чемпіонату Європи (WU-19) 2019 | В 3–1                           | 1                               |

(†): Товариські матчі до таблиці не потрапили

## Клубна статистика
Станом на 1 грудня 2020.
| Клуб                | Сезон             | Ліга              | Ліга  | Ліга | Єврокубки | Єврокубки | Нац. кубки | Нац. кубки | Загалом | Загалом |
| Клуб                | Сезон             | Дивізіон          | Матчі | Голи | Матчі     | Голи      | Матчі      | Голи       | Матчі   | Голи    |
| ------------------- | ----------------- | ----------------- | ----- | ---- | --------- | --------- | ---------- | ---------- | ------- | ------- |
| «Ескішехірспор»     | 2014-15           | Перша ліга        | 13    | 4    | –         | –         | 6          | 0          | 19      | 4       |
| «Ескішехірспор»     | 2015-16           | Перша ліга        | 17    | 5    | –         | –         | 6          | 2          | 23      | 7       |
| «Ескішехірспор»     | Загалом           | Загалом           | 30    | 9    | —         | —         | 12         | 2          | 42      | 11      |
| «Бозююк ХЕГС»       | 2016–17           | Третя ліга        | 22    | 45   | –         | –         | 5          | 1          | 27      | 46      |
| «Бозююк ХЕГС»       | Загалом           | Загалом           | 22    | 45   | —         | —         | 5          | 1          | 27      | 46      |
| «Ескішехір Онсю»    | 2017–18           | Третя ліга        | 13    | 48   | –         | –         | 7          | 3          | 20      | 51      |
| «Ескішехір Онсю»    | 2018–19           | Третя ліга        | 11    | 14   | –         | –         | 10         | 2          | 21      | 16      |
| «Ескішехір Онсю»    | Загалом           | Загалом           | 24    | 62   | —         | —         | 17         | 5          | 41      | 67      |
| «Конак Беледієспор» | 2019-20           | Перша ліга        | 16    | 7    | –         | –         | 2          | 0          | 18      | 7       |
| «Конак Беледієспор» | 2020-21           | Перша ліга        |       |      | –         | –         | 2          | 0          | 2       | 0       |
| «Конак Беледієспор» | Загалом           | Загалом           | 16    | 7    | —         | —         | 4          | 0          | 20      | 7       |
| Усього за кар'єру   | Усього за кар'єру | Усього за кар'єру | 92    | 123  | —         | —         | 38         | 8          | 130     | 131     |

## Досягнення

### Індивідуальні
«Ескішехір Онсю»
- Найкраща бомбардирка Третьої ліги Туреччини (1): 2017/18 (41 гол)